# Ofir Shaham
Ofir Shaham, född 23 november 2004, är en israelisk gymnast, som tävlar i rytmisk gymnastik.

## Karriär
Vid världsmästerskapen i rytmisk gymnastik 2022 ingick Ofir Shaham i det israeliska laget som tog silver i 5 tunnband och i truppmångkampen. Vid världsmästerskapen i rytmisk gymnastik 2023 ingick hon i det israeliska laget som tog guld i 3 band + 2 bollar samt i truppmångkampen. Vid OS 2024 ingick hon i det israeliska laget som tog silver i truppmångkampen.